# Olijfschildmos
Olijfschildmos (Pleurosticta acetabulum) is een korstmos uit de familie Parmeliaceae. Het leeft in symbiose met de alg Trebouxioid.

## Determinatie
Het thallus kan een diameter bereiken tot 25 cm. De bovenzijde van de thallus is grijsgroen tot bruingroen als het droog is en olijfgroen als het nat is. De onderkant is zwartachtig en heeft een lichtere streep op de rand waar verspreide rhizinen zich bevinden. Soralen of isidiën ontbreken. Apotheciën komen daarentegen veel voor, bereiken een diameter tot 1 cm en worden gekenmerkt door een bruine schijf met een lichte, gekerfde rand.

## Ecologie
Olijfschildmos groeit meestal op de bast van oude - bij voorkeur vrijstaande - loofbomen met een zure tot matig zure schors.

### Syntaxonomie
Olijfschildmos geldt als kensoort voor de olijfschildmos-associatie (Pleurostictetum).

## Verspreiding
Het olijfschildmos komt met name voor in Europa. In Nederland komt vrij algemeen voor.